# .500/465 Nitro Express

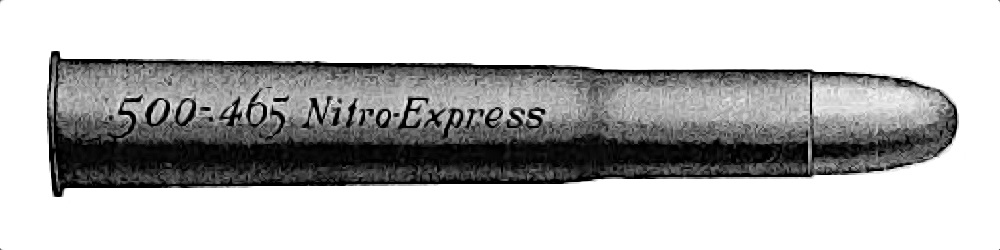
O .500/465 Nitro Express.

O .500/465 Nitro Express (abreviado para .500/465 NE) é um cartucho de fogo central metálico com aro, para rifles de grosso calibre desenvolvido pela Holland & Holland em 1907.

## Desenvolvimento
O .500/465 NE é um dos vários cartuchos (incluindo o .470 Nitro Express, o .475 Nitro Express, o .475 No 2 Nitro Express e o .476 Nitro Express) desenvolvidos como um substitutos para o .500/450 Nitro Express após a proibição do Exército Britânico em 1907 de munições de calibre .450 na Índia e no Sudão, todas com desempenho comparável.
A Holland & Holland criou o .500/465 NE ao estreitar o .500 Nitro Express de 3¼ pol.
O .500/465 NE é projetado para uso em rifles de tiro único e duplos; ele dispara um projétil de 0,467 polegadas (11,9 mm) de 480 grãos (31 g) a mais de 2.150 pés por segundo (660 m/s).

## Dimensões

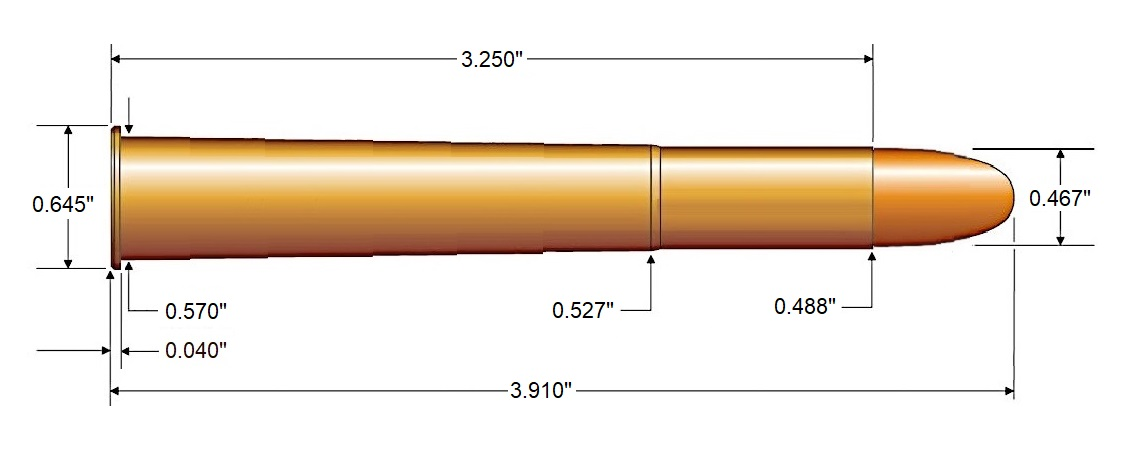